# Georgia Mancio
Georgia Mancio (* 6. Januar 1972) ist eine britische Jazzsängerin und Liedtexterin.

## Leben
Mancio wurde im Jahr 2000 professionelle Musikerin. Sie trat 2003 beim London Jazz Festival mit Bobby McFerrin auf. Im selben Jahr legte sie ihr Debütalbum, Peaceful Place vor, zu dem ihr Pianist Tim Lapthorn mehrere Kompositionen beisteuerte. 2006 tourte sie mit Sheila Jordan und David Linx durch Belgien. Seit 2008 ist sie die Sängerin des Septetts von Frank Griffith. Im selben Jahr erschien ihr Album Trapeze, das in der Presse gute Beachtung fand. 2010 folgte ihr Album Silhouette mit dem Flötisten Gareth Lockrane (und in einigen Stücken Kate Williams und Ian Shaw).
Sie sang mit Ian Shaw, Norma Winstone und Anita Wardell (The True Jazz Voice, Poole) und arbeitete mit Musikern wie Jason Rebello, Gwilym Simcock, Jim Mullen, Laurence Cottle und Bobby Wellins. In Ronnie Scott’s Jazz Club gestaltete sie das Vorprogramm für Stars wie Monty Alexander, Cedar Walton, Milton Nascimento, Joey DeFrancesco, Ramsey Lewis, Jon Hendricks und Dave Holland. BBC Radio 3 schnitt zwei Konzerte von ihr mit Darius Brubeck (2011) und mit John Parricelli (2013) mit. Mit Alan Broadbent legte sie 2017 das Album Songbook vor, gefolgt von Quiet Is the Star (2021).
2010 startete Mancio im Londoner Pizza Express Jazz Club, wo sie regelmäßig auftritt, ihr eigenes internationales Festival des Jazzgesangs, ReVoice. Dort präsentierte sie Sänger wie Gregory Porter, Karin Krog, David Linx, Maria Pia De Vito, Kevin Mahogany, Tina May, Diana Torto, Barbara Raimondi, Becca Stevens und Carmen Souza, aber auch Tuck & Patti, Raul Midón und Jhelisa Anderson.

## Preise und Auszeichnungen
2005 errang sie den Ersten Preis bei der International Young Jazz Singers' Competition in Brüssel. Kate Williams’ Album Finding Home mit ihr wurde 2020 mit einem der Parliamentary Jazz Awards als bestes Jazzalbum des Jahres ausgezeichnet. Sue wurde 2021 in der Kategorie Jazzsänger des Jahres bei den Parliamentary Jazz Awards 2021 ausgezeichnet.